# NeonoeN
NeonoeN är ett montenegrinskt rockband, bildat 2012 i Podgorica. Bandet skulle representerat Montenegro i Eurovision Song Contest 2025 med låten "Clickbait", men drog sig senare tillbaka efter att det upptäcktes att gruppen uppträtt med låten i juni 2023, vilket stred mot tävlingens regler.

## Historia
NeonoeN bildades i Podgorica i början av 2012 under namnet Neon. Gruppen bildades efter ett samarbetet mellan sångaren Marko Vukčević och gitarristen Ilija Pejović. Bandet utfylldes sedan med basisten Filip Vulanović och trummisen Milan Vujović. Neon släppte sin debutsingel "Ti i ja solo" 2018, och började samtidigt skriva egna låtar. Samma år var de gäster i musikprogrammet Obrati pažnju, där de framförde några covers av kända låtar. Ungefär tre år senare, 2022, samarbetade de med Ivan Dečak, frontman för det kroatiska bandet Vatra, för låten "Daleko odavde".
Med anledning av bandets tioårsjubileum, 2023, beslutade Neon att byta namn till NeonoeN för att undvika förväxling med andra band både nationellt och internationellt. Denna förändring åtföljdes av produktionen av två outgivna singlar, som hade premiär på Zabjelo Cultural Festival. Samtidigt som låten "Dok ne udahnem te" släpptes meddelade bandet att de arbetar på sitt första album, som är planerat att släppas 2024.
Den 10 oktober 2024 meddelade RTCG att NeonoeN var en av deltagarna i Montesong 2024, tävlingen där den montenegrinska representanten till Eurovision Song Contest 2025 skulle väljas ut. Den 27 november, under finalen, vann gruppen med sin låt "Clickbait" efter att ha kommit tvåa i både juryn och teleomröstningen, vilket gav dem rätten att representera Montenegro i Eurovision. Efter finalen i Montesong upptäckte RTCG att NeonoeN hade framfört "Clickbait" i juni 2023 på en musikfestival i Zabjelo, vilket var mot reglerna för både Montesong och Eurovision Song Contest. Den 4 december 2024 meddelade bandet att de drar sig tillbaka som Montenegros representant i tävlingen med hänvisning till en "önskan att få slut på osäkerheten". Gruppen ersattes av Nina Žižić.

## Medlemmar

### Nuvarande medlemmar
- Marko Vukčević – sång
- Ilija Pejović – gitarr
- Filip Vulanović – bas
- Milan Vujović – trummor